# Kai Tracid

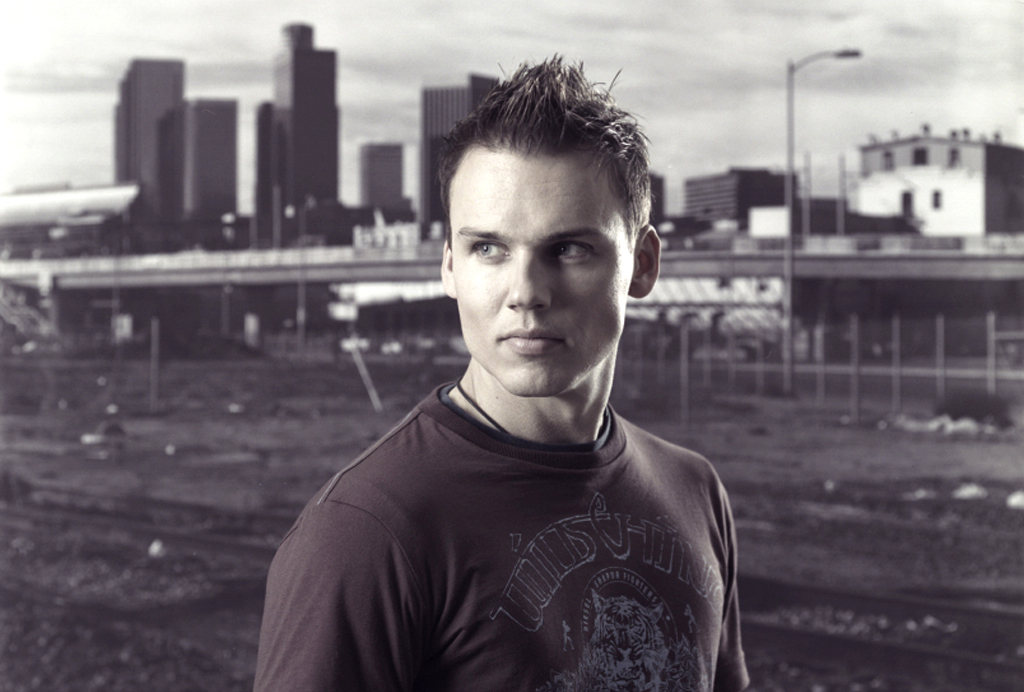
Kai Tracid (2002)

Kai Tracid, bürgerlicher Name Kai Franz, auch bekannt unter dem Pseudonym Kai Mac Donald, (* 17. Januar 1972 in Frankfurt am Main) ist ein deutscher Musikproduzent und DJ. Seine Produktionen bewegen sich zwischen den Musikrichtungen Trance und Acid, woraus sich auch sein Künstlername ableitet, der ein Mischwort aus beiden Bezeichnungen darstellt.

## Musikalische Entwicklung

### Anfänge
Tracid begann Ende der 1980er Jahre seine Tätigkeit als DJ. Er legte zunächst Hip-Hop auf, wurde allerdings bald darauf von Freunden mit der damals noch jungen Techno-Bewegung in Kontakt gebracht. Wenig später verkaufte er sein DJ-Equipment und begann erste Gehversuche als Musikproduzent.
Seine ersten Veröffentlichungen erschienen 1995 unter den Pseudonymen Acut Genius, Formic Acid, Mac Acid und W.O.W. Im selben Jahr gründete er mit Frank Ellrich das Projekt A*S*Y*S. Darüber hinaus fertigte er Remixe für bekannte Eurodance-Projekte wie La Bouche, Culture Beat und No Mercy an.

### Erfolge
Die erste Platte unter dem Namen Kai Tracid hieß „So Simple“ und erschien 1996. Erste kommerzielle Erfolge verzeichnete er allerdings erst im Jahr darauf mit der Single „Your Own Reality“, die es bis auf Platz 22 der deutschen Singlecharts schaffte. Im Rahmen seines Erfolges nahm Tracid auch seine DJ-Tätigkeit wieder auf. 1998 erschienen die Singles „Dance For Eternity“ und „Liquid Skies“, die ähnlichen Erfolg verzeichnen konnten wie „Your Own Reality“. Im selben Jahr wurde Tracid für den VIVA-Comet nominiert. Außerdem gründete er das Plattenlabel Tracid Traxxx, das in den Folgejahren als musikalische Heimat für seine zahlreichen Projekte diente und sich schnell zu einem stilprägenden Hard-Trance-Label entwickelte. Tracids erstes Album „Skywalker 1999“ erschien 1999.
Seine größten Erfolge feierte er in den Folgejahren mit Singles wie „Too Many Times“ und „Life Is Too Short“ (beide 2001). Letztere basiert auf der Melodie von „Flug auf dem Glücksdrachen“ von Klaus Doldinger, welches auf dem Soundtrack des Films Die unendliche Geschichte erschien. „Life Is Too Short“ war Tracids erster Top-10-Hit in den deutschen Single-Charts.
2002 erschien sein zweites Album „Trance & Acid“. Ende des Jahres wurde die Single „4 Just 1 Day“ veröffentlicht, der 2003 das Album „Contemplate (The Reason You Exist)“ folgte. Im Gegensatz zur Single konnte das Album allerdings nicht an frühere Erfolge anknüpfen.
Tracid widmete sich nun anderen Projekten wie dem Tracid-Traxxx-Sublabel „Acid Files“, auf dem er zusammen mit Rob Acid, Mijk van Dijk und Ramon Zenker Acid-Produktionen veröffentlichte und sich daraufhin aus der Öffentlichkeit zurückzog.

### Heute
Im Dezember 2006 kündigte er einen musikalischen Wandel und ein weiteres Album mit dem Titel „Immortal – Studioworx 2003–2006“ an, trat aus dem Projekt A*S*Y*S aus und schloss zunächst sein Label Tracid Traxxx, um es kurze Zeit später als Minimal-Techno-Label wieder zu beleben. Es folgten zwei Singles, die von der breiten Öffentlichkeit allerdings weitestgehend unbemerkt blieben.
Das angekündigte Album ist bis heute nicht erschienen, was laut Tracid auf fehlende Innovationen im Bereich der Dancemusik sowie einen privaten Lebenswandel zurückzuführen ist.
Das Label Tracid Traxxx wurde mittlerweile aufgelöst. Die Musikrechte wurden vollständig an die jeweiligen Künstler abgetreten.
Im Jahr 2011 konnte man Livesets von Kai Tracid auf der Nature One und dem Global Gathering Festival in Polen sehen.
2013 kündigte er in einem Interview einen Neustart des Labels im alten Stil an. Entsprechende Planungen seien bereits vorhanden.

## Trivia
- Tracid hatte 2003 einen Gastauftritt in dem Spielfilm Hey DJ.
- Kai Tracid trat von 2001 bis 2003 bei der Q-Dance-Veranstaltung Qlimax auf.

## Überblick über Tracids Projekte
Tracid hat neben den Veröffentlichungen unter dem Namen Kai Tracid auch unter zahlreichen anderen Synonymen produziert und mit Künstlern wie ATB (als Farrago), Thomas P. Heckmann (als Arrakis) und Frank Ellrich (als A*S*Y*S) zusammengearbeitet. Darüber hinaus war er Bestandteil des Projektes Der Verfall und produzierte bis 2004 die Veröffentlichungen von Warmduscher.

### Pseudonyme
- Acut Genius
- Aeon FX
- Christian Phoenix
- Computer COntrolled
- Formic Acid
- K
- Kenji Ogura
- Mac Acid
- Mac Music
- TBA
- Tek
- Tyrone T.B.
- W.O.W.

### Projekte mit anderen Musikern
- 24 Hours (mit Torben Schmidt)
- A*S*Y*S (mit Frank Ellrich)
- Arrakis (mit Thomas P. Heckmann)
- Angel of Death (mit Christian Schek)
- Der Verfall (mit Alex Butcher & Alexander Abraham)
- Farrago (mit ATB)
- Flux (mit Thomas Pogadl)
- Phase 2 Face (mit Andreas Paul)
- Proto-Type (mit Torben Schmidt)
- Target (mit Michael Kohlbecker)
- United Deejays For Central America (mit zahlreichen anderen Produzenten)
- Wizards of Sonic (mit Daniel Etzel, Frank Schlingloff & Marc Kamradt)
- Yoda (mit Sunbeam)
- Warmduscher (Thilo)

## Diskografie

### Studioalben
| Jahr | Titel          | Höchstplatzierung, Gesamtwochen, AuszeichnungChartplatzierungen (Jahr, Titel, Platzierungen, Wochen, Auszeichnungen, Anmerkungen) | Höchstplatzierung, Gesamtwochen, AuszeichnungChartplatzierungen (Jahr, Titel, Platzierungen, Wochen, Auszeichnungen, Anmerkungen) | Anmerkungen                        |
| Jahr | Titel          | DE | CH | Anmerkungen                        |
| ---- | -------------- | --- | --- | ---------------------------------- |
| 1999 | Skywalker 1999 | DE34 (6 Wo.)DE | — | Erstveröffentlichung: Januar 1999  |
| 2002 | Trance & Acid  | DE16 (6 Wo.)DE | CH78 (4 Wo.)CH | Erstveröffentlichung: Februar 2002 |
| 2003 | Contemplate    | DE41 (3 Wo.)DE | — | Erstveröffentlichung: März 2003    |

### Singles
| Jahr | Titel Album                       | Höchstplatzierung, Gesamtwochen, AuszeichnungChartplatzierungen (Jahr, Titel, Album, Platzierungen, Wochen, Auszeichnungen, Anmerkungen) | Höchstplatzierung, Gesamtwochen, AuszeichnungChartplatzierungen (Jahr, Titel, Album, Platzierungen, Wochen, Auszeichnungen, Anmerkungen) | Höchstplatzierung, Gesamtwochen, AuszeichnungChartplatzierungen (Jahr, Titel, Album, Platzierungen, Wochen, Auszeichnungen, Anmerkungen) | Anmerkungen                         |
| Jahr | Titel Album                       | DE | AT | CH | Anmerkungen                         |
| ---- | --------------------------------- | --- | --- | --- | ----------------------------------- |
| 1997 | Your Own Reality Skywalker 1999   | DE22 (13 Wo.)DE | — | — | Erstveröffentlichung: Dezember 1997 |
| 1998 | Dance For Eternity Skywalker 1999 | DE26 (9 Wo.)DE | — | — | Erstveröffentlichung: Juni 1998     |
| 1998 | Liquid Skies Skywalker 1999       | DE31 (9 Wo.)DE | — | — | Erstveröffentlichung: Dezember 1998 |
| 1999 | Destiny's Path Trance & Acid      | DE29 (8 Wo.)DE | — | CH75 (2 Wo.)CH | Erstveröffentlichung: November 1999 |
| 2000 | Tiefenrausch Trance & Acid        | DE41 (7 Wo.)DE | — | CH77 (3 Wo.)CH | Erstveröffentlichung: Juli 2000     |
| 2001 | Too Many Times Trance & Acid      | DE24 (11 Wo.)DE | — | CH73 (5 Wo.)CH | Erstveröffentlichung: August 2001   |
| 2001 | Life Is Too Short Trance & Acid   | DE9 (10 Wo.)DE | AT32 (11 Wo.)AT | CH49 (9 Wo.)CH | Erstveröffentlichung: November 2001 |
| 2002 | Trance & Acid                     | DE37 (8 Wo.)DE | — | — | Erstveröffentlichung: Mai 2002      |
| 2003 | 4 Just 1 Day Contemplate          | DE12 (8 Wo.)DE | AT38 (6 Wo.)AT | — | Erstveröffentlichung: Januar 2003   |
| 2004 | Conscious –                       | DE44 (9 Wo.)DE | — | — | Erstveröffentlichung: März 2004     |

Weitere Singles
- 2020: DT64
- 2020: Freedom Of Expression
- 2022: Mockmoon (Peace, Love, XTC)